# О’Доэрти, Майкл Джеймс
Майкл Джеймс О’Доэрти (англ. Michael James O'Doherty, 30 июля 1874 года, Чарлстаун, Ирландия — 13 октября 1949 года, Манила, Филиппины) — католический прелат, первый епископ Замбоанги с 19 июня 1911 года по 6 сентября 1916 года и архиепископ Манилы с 6 сентября 1916 года по 13 октября 1949 года.

## Биография
Родился 30 июля 1874 года в городе Чарлстаун в графстве Мейо, Ирландия. Получил среднее образование в Колледже Святого Нати в посёлке Баллахадеррин в графстве Роскоммон. Изучал философию и теологию в Колледже Святого Патрика в Мейнуте. 30 ноября 1897 года в возрасте 24 лет принял священническое рукоположение для служения в епархии Ахонри, после чего преподавал в родном Колледже Святого Нати. Благодаря его усилиям колледж стал одним из самых известных средних образовательных учреждений в Ирландии. 22 июня 1904 года был избран Советом ирландских епископов ректором Ирландского колледжа в Саламанке, Испания. Этим колледжем руководил в течение семи лет, после чего преемником на должности ректора стал его брат Денис. Под руководством Майкла Джеймса О’Доэрти Ирландский колледж восстановил прежнюю известность в Испании, за что испанский король Альфонсо XIII удостоил его рыцарского звания.
10 апреля 1910 года Римский папа Пий X учредил епархию Замбоанги и 19 июня 1911 года назначил её первым епископом Майкла Джеймса О’Доэрти. 3 сентября 1911 года состоялось его рукоположение в епископа, которое совершил архиепископ Туама Джон Хейли в сослужении с епископом Голуэя, Килмакдуа и Килфеноры Томас О’Ди и епископом Элфина Джоном Джозефом Клэнси.
6 сентября 1916 года Римский папа Бенедикт XV назначил его архиепископом Манилы. Будучи архиепископом, основал на Католическую образовательную ассоциацию Филиппин (Catholic Education Association of the Philippines, CEAP), Манильскую кафедральную школу (Manila Cathedral School) и местное отделение Легиона Марии. В 1937 году руководил организацией международного Евхаристического конгресса в Маниле. Во время японской оккупации помогал нуждающимся. Постоянно находился под контролем японских оккупационных властей.
В 1911 году издал в Ирландии сборник статей «Articles on Spanish Catholicism and Society, Irish Ecclesiastical Record».
Скончался 13 октября 1949 года и был похоронен в крипте кафедрального собора Манилы.